# Pour Django les salauds ont un prix
Pour plus de détails, voir Fiche technique et Distribution.
Pour Django les salauds ont un prix (Anche per Django le carogne hanno un prezzo) est un western spaghetti réalisé par Luigi Batzella, sorti en 1971.

## Synopsis
Les frères Cortez et leur bande ont volé une banque et enlevé la fiancée de Django. Ils se sont réfugiés dans une grotte. Django les poursuit, avec l'aide de l'agent Fulton, qui doit rapporter l'or à la banque.

## Fiche technique
- Titre français : Pour Django les salauds ont un prix
- Titre original : Anche per Django le carogne hanno un prezzo
- Genre : western spaghetti
- Réalisation : Luigi Batzella
- Scénario : Mario De Rosa, Luigi Batzella
- Production : Diego Alchimede, pour Constitution Film, Manuelli Italiana Film
- Photographie : Giorgio Montagnani
- Format d'image : 1.81:1
- Montage : Luigi Batzella
- Durée : 89 min
- Musique : Vasili Kojucharov
- Costumes : Lina Di Fillipo
- Maquillage : Liliana Dulac
- Pays de production :  Italie
- Distribution en Italie : Movietime
- Dates de sortie :
  - Italie : 1971
  - France : 1972[1]

## Distribution
- Jeff Cameron : Django
- John Desmont : Pickwick
- Esmeralda Barros : Pilar
- Gengher Gatti : Fulton
- Edilio Kim : Ramon Cortez
- William Major : Paco Cortez
- Angela Portaluri : Donna Dolores
- Mario De Rosa : Pablo Cortez
- Franco Daddi : le frère du 2° Ramon
- Laila Shed : la fille de Posada
- Gianfranco Clerici : Pedro Ramirez
- Dominique Badou[1] : Suzanne Grim